# Cedusa fellea
Cedusa fellea är en insektsart som först beskrevs av Yang och Wu 1993.  Cedusa fellea ingår i släktet Cedusa och familjen Derbidae. Inga underarter finns listade i Catalogue of Life.